# 오코우치촌 (시즈오카현)
오코우치촌(大河内村)은 시즈오카현의 중부, 아베군에 속해있던 촌이다. 현재 시즈오카시 아오이구 북부, 아베강 중류에 해당한다.

## 역사
- 1889년 4월 1일 - 정촌제 시행에 의해 아베군 오코우치촌이 성립하였다.
- 1969년 1월 1일 - 시즈오카시에 편입해, 동일 오코우치촌은 폐지되었다.

## 참고문헌
- 角川日本地名大辞典 22 静岡県